# 들불 (영화)
들불(野火, Fires On The Plain)은 일본에서 제작된 이치카와 곤 감독의 1959년 드라마, 전쟁 영화이다. 후나코시 에이지 등이 주연으로 출연하였고 나가타 마사이치 등이 제작에 참여하였다.

## 출연

### 주연
- 후나코시 에이지
- 타키자와 오사무

### 조연
- 미키 커티스
- 우시오 만타로
- 사노 아사오
- 쯔키다 마사야
- 호시 히카루

## 제작진
- 원작자: 오오카 쇼헤이
- 조명: 고메야마 이사무
- 조감독: 유게 타로
- 미술: 시바타 아츠지

## 같이 보기
- 제32회 아카데미상 외국어영화상 출품작 목록